# 格朗 (约讷省)
格朗（法語：Gland，法語發音：[ɡlɑ̃] ⓘ）是法国勃艮第-弗朗什-孔泰大区约讷省的一个市镇，属于阿瓦隆区。

## 地理
格朗（47°49'18"N, 4°13'2"E）面积16.67 平方千米，位于法国勃艮第-弗朗什-孔泰大區约讷省，该省份为法国中北部内陆省份，西接卢瓦雷省，西北接塞纳-马恩省，南至涅夫勒省，东临科多尔省，东北与奥布省接壤。
与格朗接壤的市镇（或旧市镇、城区）包括：克吕济勒沙泰勒、昂西勒弗朗、昂西勒利布尔、沙西涅勒、皮梅勒、上塞讷瓦、斯蒂尼。

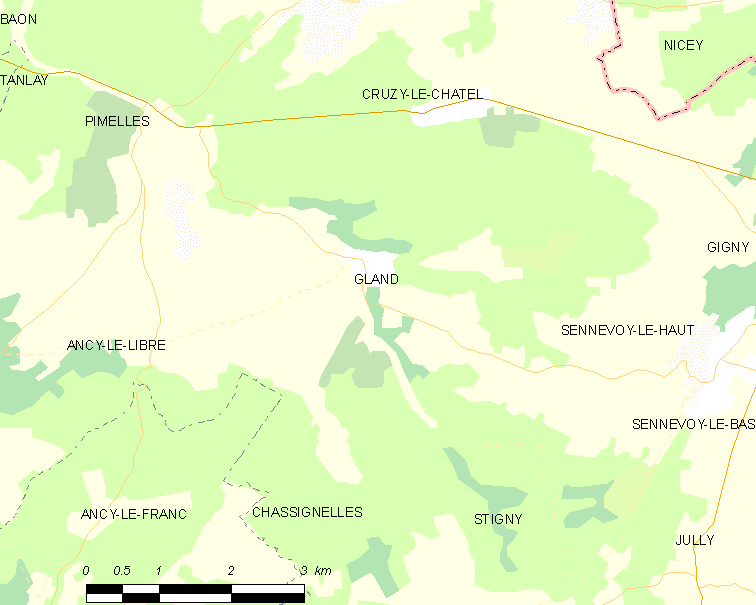
的OSM定位图

格朗的时区为UTC+01:00、UTC+02:00（夏令时）。

## 行政
格朗的邮政编码为89740，INSEE市镇编码为89191。

## 政治
格朗所属的省级选区为托内鲁瓦县。

## 人口

1962-2008年间人口变化图示

格朗于2022年1月1日时的人口数量为41人。